# Otto Kaiser
Otto Kaiser (8 maggio 1901 – 7 giugno 1977) è stato un pattinatore artistico su ghiaccio austriaco.

## Palmarès
Con Lilly Scholz
| Internazionali            | Internazionali | Internazionali | Internazionali | Internazionali | Internazionali | Internazionali |
| Evento                    | 1924           | 1925           | 1926           | 1927           | 1928           | 1929           |
| ------------------------- | -------------- | -------------- | -------------- | -------------- | -------------- | -------------- |
| Giochi olimpici invernali |                |                |                |                | 2°             |                |
| Campionati mondiali       |                | 3°             | 2°             | 2°             | 2°             | 1°             |
| Nazionali                 |                |                |                |                |                |                |
| Campionati austriaci      | 1°             |                |                | 1°             | 1°             | 1°             |